# Pommérieux
Pommérieux là một xã trong vùng Grand Est, thuộc tỉnh Moselle, quận Metz-Campagne, tổng Verny. Tọa độ địa lý của xã là 48° 59' vĩ độ bắc, 06° 10' kinh độ đông. Pommérieux nằm trên độ cao trung bình là 180 mét trên mực nước biển, có điểm thấp nhất là 171 mét và điểm cao nhất là 213 mét. Xã có diện tích 4,13 km², dân số vào thời điểm 1999 là 520 người; mật độ dân số là 120 người/km².

## Thông tin nhân khẩu
| 1926 | 1931 | 1936 | 1946 | 1954 | 1962 | 1968 | 1975 | 1982 | 1990 | 1999 |
| ---- | ---- | ---- | ---- | ---- | ---- | ---- | ---- | ---- | ---- | ---- |
| 288  | 256  | 256  | 214  | 229  | 224  | 259  | 296  | 343  | 426  | 520  |